# Gilberto Duarte
Gilberto Duarte (født 6. juli 1990) er en portugisisk håndboldspiller med rødder i Kap Verde, som spiller i Montpellier Handball i Frankrig og for Portugals herrehåndboldlandshold.